# Muides-sur-Loire
Muides-sur-Loire é uma comuna francesa na região administrativa do Centro, no departamento Loir-et-Cher. Estende-se por uma área de 9,14 km². Em 2010 a comuna tinha 1 265 habitantes (densidade: 138,4 hab./km²).